# Светлое (Жамбылский район)
Светлое (каз. Светлое) — село в Жамбылском районе Северо-Казахстанской области Казахстана. Входит в состав Казанского сельского округа. Код КАТО — 594645400.

## География
Расположено около озера Екатериновское.

## Население
В 1999 году население села составляло 202 человека (101 мужчина и 101 женщина). По данным переписи 2009 года, в селе проживало 105 человек (51 мужчина и 54 женщины).